# 1742 aux échecs
| Années des échecs : 1739 - 1740 - 1741 - 1742 - 1743 - 1744 - 1745    |
| Décennies des échecs : 1710 - 1720 - 1730 - 1740 - 1750 - 1760 - 1770 |

Cet article présente les faits marquants de l'année 1742 aux échecs.

## Divers
- Philippe Stamma s’installe à Londres, au Café Slaughter, et devient rapidement le champion incontesté des échecs de la capitale britannique[1].